# Aphaniosoma macalpinei
Aphaniosoma macalpinei är en tvåvingeart som beskrevs av Hardy 1980. Aphaniosoma macalpinei ingår i släktet Aphaniosoma och familjen gulflugor. Inga underarter finns listade i Catalogue of Life.